# Walter Julius Derenberg
Walter Julius Derenberg (* 8. Dezember 1903 in Hamburg-Harvestehude; † 9. September 1975 im St. Vincent’s Hospital, New York City) war ein US-amerikanischer Rechtswissenschaftler und Hochschullehrer deutscher Herkunft.

## Familie
Derenberg war der Sohn des Hamburger Hals-Nasen-Ohren-Arztes Julius Derenberg und dessen Ehefrau Louise. Diese entstammte der Bankiersfamilie Warburg. Neben Walter Julius hatte das Ehepaar drei weitere Kinder: Carl (* 1902), Ruth (* 1906) und Gabriele (* 1914). Die Familie Derenberg war jüdischen Glaubens, aber nicht besonders gläubig und praktizierte nicht.

## Leben und Wirken
Derenberg besuchte ab 1912 die Gelehrtenschule des Johanneums in Hamburg. Dort legte er 1921 sein Abitur ab und nahm noch im Sommersemester 1921 das Studium der Rechts- und Staatswissenschaften an der Universität Hamburg auf. Hierbei studierte er auch zwei Semester Kunstgeschichte. Im Juli 1925 legte Derenberg sein Erstes Juristisches Staatsexamen mit der Note voll gut in Hamburg ab. Im Februar 1926 wurde Derenberg von der Universität Hamburg mit der von Hans Reichel betreuten Schrift Der Trödelvertrag zum Dr. iur. promoviert. Zu diesem Zeitpunkt hatte er sein Rechtsreferendariat im Bezirk des Hamburger Oberlandesgerichts bereits begonnen. In Hamburg bestand er am 13. Oktober 1928 sein Zweites Staatsexamen und war in Hamburg ab dem 15. Oktober als Assessor tätig. Bereits im November 1928 gab er seine Stellung zunächst zugunsten eines Auslandsaufenthaltes wieder auf. Derenberg arbeitete zuerst in der New Yorker Rechtsanwaltskanzlei Harvey, Barber & McKee, ab August 1929 war er in London bei den Solicitors Dehn & Lauderdale tätig. Im Dezember 1929 kehrte er nach Deutschland zurück und arbeitete ab Februar 1930 wieder auf seiner Assessorenstelle. Im April 1931 wurde er an das Amtsgericht Hamburg an das Vormundschaftsgericht berufen. Da ihm diese Tätigkeit nicht gefiel, wechselte Derenberg im Oktober 1931 zur IHK Berlin. Dort wurde er Ende März 1933 offiziell wegen der Haushaltslage entlassen; tatsächlich wurde Derenberg Opfer des Drucks der an die Macht gekommenen Nationalsozialisten. In der Folge versuchte er sich als Rechtsanwalt in Hamburg, ihm wurden aufgrund des Gesetzes über die Zulassung zur Rechtsanwaltschaft aber jegliche Beschäftigungsmöglichkeiten verwehrt. So war er bis September 1935 weitestgehend beschäftigungslos.
So entschloss sich Derenberg Ende 1935 zur Emigration in die USA. Dort war er zunächst als Dozent (Lecturer) für Warenzeichenrecht an der Law School der New York University tätig. Gleichzeitig war er als Redakteur bei der Zeitschrift für arbitration law beschäftigt. Am 8. August 1938 legte Derenberg sein Anwaltsexamen ab und war ab 1940 als Berater bei der United States Trademark Association (USTA) tätig. Im November 1940 erhielt er die Zulassung zur New Yorker Anwaltskammer. Ab November 1942 war Derenberg im Washingtoner Office of Price Administration tätig. Als Anwalt trat er unter anderem ab 1943 vor dem Obersten Gerichtshof der Vereinigten Staaten und dem Obersten Handelsgerichtshof auf. Bei den Nürnberger Prozessen trat er ab 1946 als Sachverständiger auf.
1947 wurde Derenberg Assistenzprofessor an der New York University, 1949 außerordentlicher Professor. Im selben Jahr heiratete er die deutsche Emigrantin Emily Hess. 1951 wurde er neben seiner Professur Gründungspartner er der auf Urheberrecht spezialisierten New Yorker Anwaltskanzlei Maltitz, Derenberg, Runin & Janssen, der er bis zu seinem Tod angehörte. 1954 trat er an der Universität New York eine ordentliche Professur an und wurde ein Jahr später Direktoriumsmitglied der USTA. In der Folge hatte er mehrere Vorstandsposten bei diversen Urheberrechts- und Patentorganisationen. In den folgenden Jahren stieg Derenberg zu einem der führenden Experten des Urheber- und Patentrechts sowie des Rechts geistigen Eigentums auf. Er diente mehrfach als Experte in Regierungskommissionen zur Gesetzesvorhaben in diesen Gebieten. Derenberg erhielt zahlreiche Auszeichnungen, unter anderem die Richard-Strauss-Medaille der GEMA und den Charles F. Kettering Award der University of Washington. 1974 wurde Derenberg emeritiert. Nach seinem Tod wurde ihm die Walter J. Derenberg Intellectual Property Law Library gewidmet. Seit 1984 ist ihm der Walter J. Derenberg Chair for Copyright and Trademark Law der Universität New York gewidmet.
Derenbergs Hauptforschungsschwerpunkte lagen im Warenzeichen- und Urheberrecht, im Patentrecht, im Markenschutzrecht und im Recht des unlauteren Wettbewerbs. Zu diesen Gebieten hat er in den USA und auch in deutscher Sprache einige Standardwerke verfasst, die noch in der heutigen Zeit zitiert werden.